# 维奥莱塔·博尔季洛夫斯卡娅
维奥莱塔·亚历山德罗芙娜·博尔季洛夫斯卡娅（羅馬化：Viyalyeta Alyaksandrawna Bardzilowskaya；2005年6月7日—），白俄罗斯女子蹦床运动员。2024年獲准以個人中立運動員身份參加2024年夏季奥林匹克运动会，最終在女子彈跳床項目獲得银牌。